# Fjärdskär, Iniö
För andra betydelser, se Fjärdskär.
Fjärdskär är en ö i Finland. Den ligger i Skärgårdshavet och i kommunen Pargas i den ekonomiska regionen  Åboland i landskapet Egentliga Finland, i den sydvästra delen av landet. Ön ligger omkring 57 kilometer väster om Åbo och omkring 210 kilometer väster om Helsingfors.
Öns area är 9,8 hektar och dess största längd är 490 meter i nord-sydlig riktning. Ön höjer sig omkring 10 meter över havsytan. I omgivningarna runt Fjärdskär växer i huvudsak barrskog.